# Senckenberg-Buch
Die Senckenberg-Bücher sind eine naturkundliche Buchreihe der Senckenbergischen Naturforschenden Gesellschaft (SNG), die seit 1926 im Verlag Waldemar Kramer in Frankfurt am Main erschien. Neuere Bände erschienen in Stuttgart bei Schweizerbart in Kommission. Die Reihe ist nach dem Frankfurter Naturforscher Johann Christian Senckenberg (1707–1772) benannt. Einen Schwerpunkt der Reihe bildet die Paläontologie. Einige Bücher erschienen in verschiedenen Auflagen, das Buch Gesetze des Sehens des Psychologen Wolfgang Metzger (1899–1979) beispielsweise gleich unter vier verschiedenen Nummern.

## Übersicht
- 3 1817/1935: Gesamt-Verzeichnis der Senckenberg-Schriften 1935
- 4 Die Vögel unserer Heimat / Sebastian Pfeifer.
- 5 Die Geologie der Prümer Mulde, Erläuterung zu einer geol. Karte 1:25000
- 6 Gesetze des Sehens / Wolfgang Metzger.
- 7 Protozoa / Adolf Zilch
- 8 Das Tier in der Weltgeschichte / Rudolf Arnold
- 9 Aus dem Tierleben der Tropen: Reisebilder aus Asien, Afrika und Amerika / Robert Mertens.
- 10 Inhalts-Verzeichnis der Senckenbergiana für die Bände 1 - 10 (1919 - 1928) / Rudolf Richter.
- 12 Internationale Regeln der zoologischen Nomenklatur
- 13 70 Jahre Molluskenkunde (1869-1938) / Heinrich Buschmeyer
- 14 1936/40:Gesamt-Verzeichnis der Senckenberg-Schriften 1940
- 14 Gesamt-Verzeichnis der Senckenberg-Schriften: Fünfjahres-Verzeichnis für 1936-1940 / Hans Theodor Reuling.
- 15 Einführung in die Zoologische Nomenklatur durch Erläuterung der Internationalen Regeln / Rudolf Richter.
- 16 Die Lurche und Kriechtiere des Rhein-Main-Gebietes / Robert Mertens
- 17 Johann Christian Senckenberg (1707 - 1772): sein Leben auf Grund der Quellen des Archivs der Dr. Senckenbergischen Stiftung / August de Bary.
- 18 Die Tierwelt des tropischen Regenwaldes / Robert Mertens
- 19 Methodische und technische Fragen der Mikropaläontologie / Erich Triebel
- 20 Unsere Pflanzenwelt / Georg Eberle
- 21 Das wissenschaftliche Zeichnen in der Biologie und Medizin / Willi Kuhl
- 22 Das wissenschaftliche Tierbild / Wilhelm Schäfer
- 23 Taschenbuch der deutschen Vogelwelt / Sebastian Pfeifer
- 24 Eduard Rüppell: Leben und Werk eines Forschungsreisenden / Robert Mertens
- 25 Versunkene Floren: eine Einführung in die Paläobotanik / Richard Kräusel.
- 26 Als Naturforscher durch alle Erdteile: Reiseberichte / Adalbert Seitz
- 28 Am Bosporus: Landschaft und Leben
- 29 El Salvador: Biologische Reisen im Lande der Vulkane / Robert Mertens
- 30 Die Orchideen der deutschen Heimat / Georg Eberle
- 31 Geologische Streifzüge durch Westindien und Mittelamerika / Richard Weyl
- 32 1941/52:Gesamt-Verzeichnis der Senckenberg-Schriften 1952
- 33 Gesetze des Sehens / Wolfgang Metzger
- 34 Die Vögel Hessens / Ludwig Gebhardt.
- 35 Stein, Kraut und Tier / Georg Eberle.
- 36 Quer durch Australien: Biologische Aufzeichnungen über e. Forschungsreise / Robert Mertens. -
- 37 Farne im Herzen Europas / Georg Eberle
- 38 Die Amphibien und Reptilien Europas: (dritte Liste, nach dem Stand vom 1. Januar 1960) / Robert Mertens.
- 39 Der Flug der Tiere / Herta Schmidt
- 40 1953/60:Gesamt-Verzeichnis der Senckenberg-Schriften. 1961
- 41 Aktuo-Paläontologie nach Studien in der Nordsee: 36 Tafeln / Wilhelm Schäfer
- 42 Vertraute Pflanzenwelt: Einblicke in das Leben mitteleuropäischer Pflanzen und Pflanzengemeinschaften / Georg Eberle
- 43 Gesteinsflur: Vorbild unserer Steingärten: aus dem Leben mitteleuropäischer Felsen und Felsschuttpflanzen / Georg Eberle
- 44 Erdgeschichte und Landschaftsbild in Mittelamerika / Richard Weyl.
- 45 Pflanzen am Mittelmeer: mediterrane Pflanzengemeinschaften Italiens mit Ausblick auf das ganze Mittelmeergebiet / Georg Eberle
- 46 Geschichte des Senckenberg-Museums im Grundriss: Kramer, Waldemar: Chronik der Senckenbergischen Naturforschenden Gesellschaft 1817-1966 / Wilhelm Schäfer
- 47 1961/66:Gesamt-Verzeichnis der Senckenberg-Schriften. 1967
- 48 Die Vögel Hessens / Gerhard Berg-Schlosser
- 49 Die Stammesgeschichte der Insekten / Willi Hennig
- 50 Das Watt: Ablagerungs- und Lebensraum / Hans-Erich Reineck
- 51 Internationale Regeln für die zoologische Nomenklatur: beschlossen vom 15. Internationalen Kongress für Zoologie [vom 16. Internationalen Kongress für Zoologie offiziell anerkannt] / Otto Kraus
- 53 Gesetze des Sehens / Wolfgang Metzger
- 55 Flora vom Rheingau: ein Verzeichnis der Blütenpflanzen und Farne, sowie ihrer Fundorte / Horst Grossmann
- 57 Pflanzen unserer Feuchtgebiete und ihre Gefährdung / Georg Eberle
- 58 Fossilien: Bilder und Gedanken zur paläontologische Wissenschaft / Wilhelm Schäfer
- 60 Blüten und Fledermäuse: Bestäubung durch Fledermäuse und Flughunde (Chiropterophilie); mit 25 Tabellen / Klaus Dobat
- 61 Aktuogeologie klastischer Sedimente: mit 12 Tabellen / Hans-Erich Reineck
- 62 Christian Heinrich Pander: ein bedeutender Biologe und Evolutionist; an important biologist and evolutionist 1794 - 1865 / Boris E. Raiko
- 63 Mellum: Portrait einer Insel / Willi Ziegler
- 64 Messel: ein Schaufenster in die Geschichte der Erde und des Lebens / Stephan Schaal
- 65 Die Evolution hydraulischer Konstruktionen: organismische Wandlung statt altdarwinistischer Anpassung / Wolfgang Friedrich Gutmann
- 66 In der Mitte zwischen Natur und Subjekt: Johann Wolfgang von Goethes „Versuch, die Metamorphose der Pflanze zu erklären“; 1790 - 1990; Sachverhalte, Gedanken, Wirkungen / Gunter Mann
- 69 Geology of the Barrandian: a field trip guide / Ivo Chlupáč
- 70 Morphologie & Evolution: Symposien zum 175jährigen Jubiläum der Senckenbergischen Naturforschenden Gesellschaft / Wolfgang Friedrich Gutmann.
- 71 Fossilien im Volksglauben und im Alltag: Bedeutung und Verwendung vorzeitlicher Tier- und Pflanzenreste von der Steinzeit bis heute / Erich Thenius & Norbert Vávra
- 73 Gräfin Louise Bose und das Schicksal ihrer Stiftungen und Vermächtnisse  / Margret Lemberg
- 74 Fossils and the future: paleontology in the 21st future / Richard H. Lane
- 75 Zeugen der Erdgeschichte: ein Reiseführer zu den schönsten Fossilien in deutschen Naturkundemuseen / Ulrich Jansen
- 77 Eiszeitliche Großsäugetiere der Sibirischen Arktis: die Cerpolex-Mammuthus-Expeditionen auf Tajmyr / Ralf-Dietrich Kahlke